# La Renga
La Renga es un grupo musical de Hard rock de Argentina formado en el barrio de Parque Avellaneda y Mataderos, Buenos Aires, en 1988. La formación está integrada por Gustavo "Chizzo" Nápoli (cantante principal y guitarra principal), Gabriel "Tete" Iglesias (bajo) y Jorge "Tanque" Iglesias (batería), quienes integran el grupo desde sus inicios. 
Su carrera se basó en la autogestión, y desde 2002 cuentan con una producción independiente, manejando su propio sello, estudio y realización de sus espectáculos.

## Historia

### Comienzos

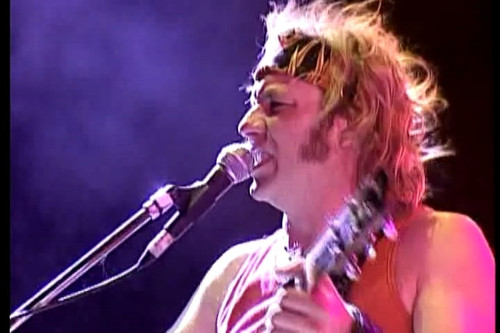
Gustavo Nápoli en 2004. Es el cantante, guitarrista y principal compositor de la banda, desde sus comienzos.

La banda surgió en 1987 en el barrio de Mataderos, Buenos Aires. Gustavo Chizzo Nápoli, Raúl Locura Dilelio, Jorge Tanque Iglesias y Gabriel Tete Iglesias, conformaron La Renga a finales de ese año, cuando el 31 de diciembre realizaron una primera presentación para familiares y amigos.
A partir de una demo de Locura[¿quién?], que llegó a manos de Chizzo a través de un amigo, ambos se conocieron y decidieron formar Colera. Este primer intento llegó a su fin cuando a Chizzo le llegó el turno de hacer el servicio militar, que era obligatorio en Argentina durante aquellos años. Chizzo terminó el servicio militar y de vuelta con Locura, buscaron a un bajista. Tete fue contactado y junto a él, su hermano Tanque participaba en la batería. Tanque participaba de una banda de metal al mismo tiempo, la cual abandonó por las presiones que le causaban ambos ensayos junto con el trabajo.[cita requerida] Tanque cuenta que optó por lo que sería La Renga por su ambiente más familiar, comparado con el ambiente más heavy de Nepal, su otra banda.
Las primeras presentaciones las hicieron en el Club Larrazábal, Galpón del Sur, además del circuito underground de Buenos Aires.

### Primer álbum
Esquivando charcos, el primer disco de La Renga, fue grabado en 1991 y consta de la primera formación oficial de la banda: Chizzo, Locura, Tete y Tanque. A ellos se sumó Chiflo, que por aquel entonces oficiaba de vientista del grupo Los Auténticos Decadentes. Al escuchar su forma de soplar, Tete le propuso de inmediato grabar una sección de vientos en el disco que venían preparando. El álbum fue grabado en dos lugares distintos, siete de los nueve temas fueron grabados en estudio y las dos canciones restantes (La nave del olvido y Blues de bolivia) en su sala de ensayos. En primera instancia el disco contó con 1000 copias hechas por la misma banda, que fueron distribuidas en sus recitales.[cita requerida] El álbum fue reeditado en 1998 por la compañía PolyGram.

### Cambios en la formación
Por problemas personales Locura decidió separarse de la banda, lo que propició que Chizzo quedara como primera y única guitarra.
Gabriel "Chiflo" Sánchez no contaba con una banda fija, tocaba su saxo para bandas de Punk Rock como Los Parias, Alerta Roja y El Mercader, de reggae como Los Cafres y de ska-rock como Los Auténticos Decadentes. Chiflo poseía una influencia proveniente del jazz, la cual no descuidó al ser invitado a La Renga.
La primera invitación llegó en 1989 cuando tocó en algunas canciones. Durante un lapso dejó de acercarse a La Renga hasta que en 1991, fue invitado nuevamente para grabar algunas canciones para Esquivando charcos. En ese momento se sumó definitivamente a la banda.
Manuel Varela, Manu, conoció a Chiflo a partir de su deseo de aprender a tocar el saxo. Fue esta relación de Maestro-Alumno la que lo acercó hasta los recitales de la banda de su profesor. Su carrera la inició como plomo de la banda en 1991, pero ya en 1992 tocaba en el grupo, sin dejar de plomear. Ya en 1994, Manu era un integrante más.

### Segundo disco y recitales en vivo
De manera totalmente independiente, en 1994 se editó A donde me lleva la vida..., sin embargo, la gran demanda del disco obligó a firmar con una discográfica con mayor poder de distribución. La mayor condición de esta nueva relación de la banda fue la independencia artística. El acuerdo se hizo con PolyGram.

### Despedazado por mil partes
Despedazado por mil partes se editó en 1996, y fue producido en colaboración con Ricardo Mollo. Fue presentado con cuatro recitales en el Estadio de Obras Sanitarias. Este nuevo trabajo puede considerarse como el que produjo un gran crecimiento del público que sigue a la banda.
De este trabajo discográfico destacan temas como "La balada del diablo y la muerte", "Cuando vendrán", "El final es en donde partí", "Desnudo para siempre o Despedazado por mil partes", "A la carga mi Rock And Roll" y el clásico con el que cierran todos los recitales y avivando el fervor del público con "Hablando de la Libertad". Es con este álbum que llega la primera gira por México y Estados Unidos, en 1997.

### La Renga

Esquema de la portada del álbum "La Renga".

El disco de la estrella, por la gran estrella blanca en la tapa, o simplemente La Renga, aunque en realidad no presenta ningún nombre, se editó en 1998.
La presentación del álbum se hizo con dos shows en el estadio de Atlanta (con Los Piojos como invitados), los cuales convocaron a 50.000 personas, además de veintidós recitales por las provincias.
Dos espectáculos en el estadio de Huracán se realizaron al finalizar la gira, haciendo un repaso de toda la historia.

### La esquina del infinito
La esquina del infinito tuvo fecha de lanzamiento para agosto de 2000. La producción se hizo en conjunto con Ricardo Mollo.
El disco fue presentado con dos fechas en el estadio de Ferro y con presentaciones por el interior.
Este disco vendió 40.000 copias.

### Insoportablemente vivo
En 2001, un nuevo recital se hizo en el estadio de Huracán el 19 de mayo. Allí mismo se grabó un nuevo álbum doble que salió a la venta en septiembre de ese año. Más adelante, precisamente el 20 de diciembre de 2004, también salió a la venta el DVD con la filmación del recital, también con el nombre de Insoportablemente vivo, el primer DVD de la banda.
En 2002, lograron que alrededor de 58 000 personas concurrieran en el estadio de River Plate. En este recital, con la entrada, se repartía un EP llamado Documento único, con tres canciones, como adelanto del próximo disco de la banda.

### Detonador de sueños
A finales del 2003 editaron Detonador de Sueños. El disco fue grabado íntegramente en su sala de ensayo y producido en lo artístico totalmente por La Renga. El disco fue presentado en el estadio Chateau Carreras de Córdoba el 8 de noviembre de ese mismo año con 57 000 personas presentes.

Disposición del escenario del recital del 4 de diciembre de 2004.

El 17 de abril de 2004 presentaron el disco en Buenos Aires en el estadio de River Plate ante aproximadamente 55 000 personas.
La vuelta al estadio de Huracán sería al final de ese año. La particularidad es que la convocatoria se realizó a través del boca a boca entre los seguidores. El show, con un nombre que hace referencia a una de las canciones del último álbum, En el ojo del huracán, tuvo un escenario central con cuatro micrófonos y una plataforma giratoria para la batería. La grabación de este show fue presentada a la venta el 23 de noviembre de 2006 en formato DVD.
El 25 de febrero de 2005, falleció Norberto "Pappo" Napolitano, una de las figuras más importantes del rock argentino. Considerando el afecto de la banda por el músico, ese año publicó una canción llamada "Viva Pappo", la cual podía bajarse libremente desde el sitio web oficial. Fue presentada en el Patinódromo municipal de la ciudad de Mar del Plata.
El 9 y 10 de julio de 2005 se realizaron recitales en el Estadio de Vélez Sarsfield.

### Truenotierra
A finales de 2006 editaron su primer trabajo de estudio luego de tres años: Truenotierra, un disco doble que salió a la venta el 12 de diciembre de 2006.
Fue presentado en el estadio mundialista de Mar del Plata ante más de 30 000 personas el 16 de diciembre. 
Durante 2007 realizaron la gira presentación de más reciente trabajo por todo el país. La primera parada fue Jesús María, Córdoba el 20 de enero ante más de 20.000 personas.
Posteriormente se siguió por las provincias y en el mes de mayo realizaron 5 presentaciones en España, junto a los locales Marea.
También realizaron conciertos en el marco de la gira Truenotierra en países limítrofes como Chile, Uruguay y Paraguay.
En Chile además de presentarse en Santiago ante 10 000 personas, hacen su primer recital fuera de esa ciudad, en Antofagasta.[cita requerida]
Los días 23 y 24 de junio realizaron dos conciertos en el Estadio Único de La Plata, de nuevo con la temática del escenario circular en medio del estadio, como en aquel Huracán del 2004.
El 17 de noviembre de 2007 La Renga presentó oficialmente su disco Truenotierra en el Autódromo de la Ciudad de Buenos Aires, en donde concurrieron más de 70 000 personas.
Con la entrada de este recital se adjuntó un EP en DVD con videos de la presentación del último trabajo, con los temas: Palabras estorbantes, La boca del lobo, Viva Pappo y Ruta 40.
El 2008 La Renga continuaría con un recital que iba a darse el 22 de marzo en la comuna de San Roque en Córdoba, la misma debió ser suspendida por un accidente que Chizzo sufrió con su motocicleta, este episodio provocó la fractura de los huesos de una de sus manos lo cual le impidió tocar la guitarra por un período no menor a los dos meses.[cita requerida]
El 31 de mayo, en el Estadio Chateau Carreras de la ciudad de Córdoba, La Renga brindó su primer recital desde este accidente ante más de 25 000 personas. La invitación a este recital fue la imagen de una placa radiográfica donde se veía una muñeca con una placa metálica y clavos.
Luego de haber tocado en el Autódromo Oscar y Juan Gálvez de Buenos Aires tuvieron un recital en un camping, llamado "Actur" en la localidad de San Pedro el 13 de diciembre. La Renga presentó un cover con Vox Dei.
En 2009 la banda cumplió 20 años de trayectoria. Para conmemorar dicho acontecimiento se celebró el 24 de enero un festival en Santa María de Punilla, llamado "La Huella Invisible", donde La Renga participó junto a bandas y artistas como El Tri (México), Koma (España), Lovorne, MAD, Los Violadores, Los Gardelitos, Viticus y Edelmiro Molinari.

### Algún rayo
La banda brindó un recital en el Estadio Único de La Plata, el 30 de mayo de 2009, frente a 45 000 personas.[cita requerida] Allí presentaron de manera inédita la canción «Canibalismo galáctico» que formaría parte de su siguiente álbum, a ser grabado a mediados de 2009. El 23 de enero de 2010, brindaron un concierto en la localidad cordobesa de Jesús María en el cual presentaron el tema titulado «Caricias de asfalto». El 7 de agosto de 2010 La Renga brindó un concierto con Viticus.
El 16 de noviembre de 2010 anuncia en su página web la llegada del nuevo disco, llamado Algún Rayo, cuyo primer corte es la canción «Poder». El álbum fue lanzado el 23 de noviembre en un formato de entrada-disco conteniendo un CD más una entrada para uno de los shows que ofreció la banda en la gira de presentación.
El primer show de la gira para presentar Algún rayo, en Rosario fue el sábado el 18 de diciembre y agotó todas las entradas, lo que obligó a la organización a agregar una nueva fecha para la presentación del álbum, el cual convocó a más de 40 000 personas entre sábado y domingo. El 22 de enero de 2011 presentaron su nuevo trabajo ante 13 000 personas en el Hipódromo de Tandil.
Durante el recital para la presentación de Algún rayo en la ciudad de La Plata del 30 de abril de 2011, Miguel Ramírez, un joven de 32 años, sufrió un impacto de una bengala en el lado derecho de su cuello, el joven murió el 9 de mayo. La banda decidió postergar la gira para «hallar en la reflexión el camino a seguir», dice en una parte el mensaje que el grupo transmitió. El Indio Solari (exvocalista y líder de Patricio Rey y sus Redonditos de Ricota) suspendió su concierto que se iba a concretar en Junín el 28 de mayo por la muerte de Ramírez, además de enviar un comunicado en donde pedía a quienes concurriesen en sus recitales, de abstenerse al uso de las bengalas.
Después de meses sin tocar por el accidente que ocurrió en el recital de La Plata decidieron volver el 15 de octubre de 2011 con un gran recital en Córdoba. Primero se dijo que el recital sería en el estadio Mario Alberto Kempes (antes llamado Chateau Carreras) pero al saber que el mismo día se jugaría un partido de Instituto (Córdoba) vs. River Plate, cambiaron a Jesús María (Córdoba), donde fueron alrededor de 50 000 espectadores. Chizzo (Líder de la Banda), dedicó unas palabras y todo el recital en conmemoración a Miguel Ramírez.
Unos días después de aquel recital en Córdoba, La Renga decidió reprogramar la gira «Algún Rayo» con fechas en Uruguay, Chaco, Chile y, terminando la gira el 7 de abril de 2012 en Tucumán -en el cual dedicaron el recital a Keko- en un show con cerca de 20 000 personas, donde Chizzo agradeció que no se usara pirotecnia.
El sábado 25 de mayo de 2013 la banda se presentó en la ciudad de Pergamino en el Circuito «El Panorámico» ante más de 45 000 personas, en un recital único con temas del último disco y también de los más viejos.
El sábado 7 de diciembre de 2013 se presentaron en la localidad de Navarro, provincia de Buenos Aires, ante una enorme cantidad de público.  Festejaron los 25 años de la creación de la banda.
El 10 de diciembre de 2013, con motivo de festejar 30 años de democracia, La Renga ocupó un lugar en el festival del cual participaron otros artistas.

### Pesados vestigios
El 17 de diciembre de 2014, luego de cuatro años de espera, se lanzó Pesados Vestigios, el nuevo disco de estudio de La Renga, con el cual volvieron a los riffs salvajes de las primeras épocas. Cuenta con la participación de Ricardo Soulé en Sabes qué. Fue presentado oficialmente en Villa Rumipal. Los cortes de difusión de este disco son Corazón fugitivo y Mirada de acantilado. El álbum está muy influenciado por bandas de rock como Vox Dei, Color Humano y otras bandas más.
El disco es presentado oficialmente el 24 de enero de 2015 en Villa Rumipal ante más de 50.000 simpatizantes que fueron a ver a la banda. Esto marcó el regreso de La Renga a los escenarios después de mucho tiempo sin tocar. Allí, la banda mostró temas de su último disco y también los más viejos. Al término del show, hallaron muerto a Ismael Sosa, a quien le dedicarían su próximo recital, que tuvo lugar el 18 de abril de 2015 en Bragado. En el primer recital antes mencionado, la banda dedicó San Miguel al fallecido Miguel Ramírez, quien murió en La Plata el 9 de mayo de 2011. También dedicaron Pole al filmador Víctor Poleri. El nombre de este disco proviene de la canción Masomenos Blues.
El 16 de mayo tocaron en Tandil, donde no lo hacían desde el 22 de enero de 2011, y el 23 de mayo, la banda salió del país con su nuevo disco, llegando a tocar en el Polideportivo del Estadio Nacional de Chile. La última visita había sido el 13 y 14 de julio de 2013. El primer concierto antes mencionado se tituló En el ojo del Caupolicán, en alusión a la temática del escenario que montaron el 4 de diciembre de 2004 en el estadio de Huracán, y el segundo se realizó bajo el Festival Kiñe Rakiduam.
El 2 de junio, el nuevo disco fue nominado a los Premios Gardel 2015 bajo la terna Mejor álbum Rock Pesado/Punk. Resultó ser el ganador, superando a Adrián Barilari de Rata Blanca y a Jaque Reina.
Este mismo año La Renga fue premiada con el Premio Konex - Diploma al Mérito como una de las 5 mejores bandas de rock de la última década en la Argentina.
El 13 de junio, la banda regresó a Tucumán tras tres años de ausencia, y un mes después tocaron en Rosario. Estos dos recitales antes mencionados se realizaron por última vez en abril y julio de 2012, en medio de la Gira Algún rayo.
En octubre de 2015 continuaron la gira por el norte argentino, tocando en la ciudad de Salta el día 9 y en San Fernando del Valle de Catamarca el 11 de dicho mes.
En 2016, La Renga iba a tocar en las fechas 9 de abril y 28 de mayo en el Estadio Único de La Plata, pero por razones que la misma banda desconoce, no se les dio ninguna respuesta por parte de las autoridades provinciales. Finalmente la banda se presentó en el Estadio Mario Alberto Kempes el 16 de abril, ante más de 40.000 personas. Un mes después, se presentaron en Pergamino. En julio la banda realizó una gira por el interior, tocando en las provincias La Rioja, Jujuy, Salta y Santiago del Estero.
El 17 de septiembre tocaron en Paysandú, Uruguay. En octubre se presentaron en La Pampa, Neuquén y finalmente en Mendoza en diciembre.
En 2017 la banda se presentó en Chile el 14 de enero, en el Polideportivo Estadio Nacional. Ese mismo mes tocaron en San Luis. La banda tenía fecha para hacer su presentación en San Juan el 29 de abril, pero nuevamente debieron cancelar la función debido a que las autoridades provinciales no los dejaron tocar. Finalmente se presentaron en Jesús María ante 30 000 personas. Días antes del recital, Gustavo Nápoli confirmó que estaban trabajando en un nuevo disco, pero su prioridad era volver a tocar en Capital Federal.Días des
En 2018 se rumorea un recital en Villa Mercedes, y en el Hipódromo de la ciudad de Rosario para enero de 2018, pero finalmente iban a abrir el año tocando en el Estadio José María Minella de Mar del Plata, pero por razones de "seguridad" (políticas), tuvieron que mudarlo al Estadio La Pedrera de Villa Mercedes (San Luis) el sábado 7 de abril, causando que muchos espectadores no pudieran desplazarse hasta la ciudad puntana. Días después se anuncia un recital en Estadio Marcelo Bielsa de Rosario (Santa Fe) para el sábado 19 de mayo, y días después debido al soldout se agrega una fecha más, el jueves 24 de mayo. Meses después, contrariamente a terminar la gira, el 20 de octubre tocan en la Quinta Vergara de Viña del Mar, Chile, y en mayo de 2019, tocando en Ciudad de México, Playa del Carmen y Guadalajara en México, para finalmente terminar la gira aniversario, y concentrarse en el nuevo disco de la banda.

### Alejado de la red
El 3 de octubre de 2019 se publicaron dos adelantos del nuevo trabajo de la banda, "Llegó la hora" y "Parece un caso perdido". Como festejo de año nuevo, el 1 de enero de 2020 se lanzaron otros dos adelantos del nuevo trabajo llamados "Para que yo pueda ver" y "Flecha en la clave". Tanque Iglesias confirmó que el disco contendría 11 canciones y que estaban casi en la etapa de masterización del disco.[cita requerida] Al parecer, esta fue interrumpida por la cuarentena a causa del COVID-19, como también se vio afectada una gira por el país y por Europa, así que el proceso del disco se mantuvo incierto, al igual que sus fechas de presentación. A mediados de ese año, publican nuevo sencillo con videoclip llamado "En bicicleta", con ambiente psicodélico y una canción muy experimental para el sonido de la banda.
A fines de año, transmitieron por streaming un concierto en el Estadio Huracán, el 29 de julio de 2017, en el que volvieron a tocar en la Ciudad de Buenos Aires después de casi 10 años. En noviembre realizaron su primer streaming llamado "Inventa un mañana", desde su sala de ensayo y grabación, con una lista de temas muy distinta a la que la banda suele hacer, con casi nada de clásicos y más rarezas, principalmente de los discos Truenotierra y Algún rayo, y aparte publicaron un nuevo adelanto llamado "El que me lleva".
En junio de 2021 realizaron otro streaming desde el Autódromo de Buenos Aires llamado Cuando la lumbre le dió ahí fue cuando encendió, con un gran armado de escenografía y un sonido demoledor, y con una lista de temas con algunos clásicos y otras rarezas y una nueva canción llamada "Buena pipa", que fue lanzada como sencillo a los pocos días. A fines de año inauguraron su propio puesto de merchandising de la banda oficial llamado "Arte infernal" con su propia sucursal en la Ciudad de Buenos Aires.
En una entrevista a la banda en octubre de 2021 en la radio Rock & Pop, Chizzo afirmó que el disco se llamaría Alejado de la red, del que salió el sencillo y el videoclip de la canción homónima. El primer álbum de la banda en ocho años salió a la venta el 4 de febrero de 2022 y fue acompañado de una gira por todo el país que comenzó en febrero de 2022. En el marco de la gira de presentaciones de este nuevo disco, tocaron en el Estadio Ciudad de La Plata durante tres noches en los meses de abril y mayo. Este regreso significó la revancha por las dificultades que tuvieron para poder presentarse allí. Fue, a su vez, la vuelta a la Ciudad de las Diagonales tras 11 años, y al Estadio Único tras 13 años desde su última presentación en ese recinto.
Estaba latente la posibilidad de que la banda tocara en Tecnópolis el 20 y 27 de agosto, pero por problemas con la intendencia de Vicente López, los conciertos no pudieron llevarse a cabo. Luego tocaron en Rosario en septiembre, pero tuvieron que mudar el concierto porque la sede en la cual tenían previsto presentarse no estaba habilitada para recibir la cantidad de público esperada. Tocaron, sin embargo, en Baradero, Maldonado y Rosario, esta vez en el estadio de Newell's, ante 38 000 asistentes, siendo así el show más convocante de la banda.
En 2023 abrieron el año el 14 de enero en Mercedes, con expectativas de sumar más conciertos, tanto en Argentina como en otros países del mundo.
Abrieron el año 2024 con 4 shows históricos en el Estadio Racing Club los días 6, 9, 11 y 13 de enero, todos a lleno total después de que el rumor de esos shows comenzaran a circular muy fuerte después de aquel concierto histórico en Ushuaia del 25 de noviembre de 2023. Los shows hicieron que la banda diera un paso más en sus 35 años de vida. Estos shows dieron por terminada la gira de este disco, en donde además repasaron toda su larga carrera. La banda se suma a la enorme ola de artistas que han tocado en Racing Club. Contaron con invitados de lujo en dos de los 4 conciertos (9 y 13 de enero), entre ellos, Ricardo Mollo y el resto de los Divididos. El último concierto fue transmitido por la Mega 98.3.

### Totalmente poseídos
El 7 de marzo, la banda lanza en todos los cines su película documental titulada La Renga: Totalmente poseídos. En ella se refleja toda la gira de presentación de su último álbum Alejado de la red, lanzado en 2022. Allí, la banda muestra todos sus viajes por montañas, ríos, valles y desiertos. Contiene tres temas inéditos, que hasta la fecha se transformaron en clásicos de los conciertos de esta gira. Se trata de Buena ruta hermano, Ese lugar de ninguna parte y La banquina de algún lado.
Su gira abrió en Canelones en abril, y siguieron con dos conciertos en el Estadio Único durante dos fechas seguidas. Siguieron recorriendo el país con banquetes en el Estadio Mario Alberto Kempes en junio, en Comodoro Rivadavia en septiembre, el segundo a beneficio de un niño que necesitaba ser operado de un tumor lingual. Siguieron con conciertos en España e Italia durante octubre, y luego volvieron a Tucumán en el mes de noviembre. Terminaron el 2024 con un concierto histórico en La Habana el 6 de diciembre, y en medio, proyectaron su más reciente película, y volvieron a la Argentina con un concierto en Necochea.
Para 2025 tocaron en San Rafael y El Calafate. Este mismo año vuelven a ser reconocidos con el Premio Konex por su trayectoria en esta década. 
A mediados de ese año, después de muchos intentos y apoyo de distintas bandas de la escena, la banda vuelve a actuar en la Ciudad de Buenos Aires en el marco de tres fechas (28 de junio, 1° y 5 de julio) en el Estadio Huracán, marcando así su regreso a la capital después de 8 años.

## La Renga Discos
Al finalizar el contrato con la multinacional Universal en 2002, el grupo musical se dispuso a manejarse de manera independiente, y comenzó a grabar en su sala de ensayo, donde se registraron el EP Documento único en 2002 y el disco Detonador de sueños en 2003. En 2006 el grupo musical realizó una importante inversión al adquirir una quinta en la Ciudad de Buenos Aires siendo utilizada como sala de ensayos y estudio de grabación. Allí mismo se realizó la producción de En el ojo del huracán, video en formato DVD lanzado en 2006 y sus discos Truenotierra, Algún rayo y Pesados vestigios. La independencia del grupo musical no solo se refleja en sus discos, si no en sus recitales también, íntegramente realizados por el grupo.

### LMDS
Se conoce como "Los mismos de siempre" o también "LMDS" a los seguidores del grupo. Este nombre está tomado de la canción homónima, haciendo referencia a aquellas personas que siguen al grupo en los recitales (principalmente a quienes lo hacen desde los primeros)
En su disco llamado Algún rayo les dedica una canción que se titula «La furia de la bestia rock». Estos grupos llegan a organizarse para realizar eventos con la finalidad de juntar dinero, y contratar buses y seguir a La Renga en donde esté tocando.
El sitio oficial de La Renga contaba con una sección llamada LMDS, donde incluye aportes de sus seguidores. Ahora se los incluye en la cuenta Facebook y un foro.

## Giras
| #   | Título de la gira                               | Álbum promocionado                           | Período               |
| --- | ----------------------------------------------- | -------------------------------------------- | --------------------- |
| 1.  | "Gira Esquivando Charcos"                       | Esquivando charcos                           | 12/01/1991-23/10/1993 |
| 2.  | "Gira A dónde me lleva la vida"                 | A donde me lleva la vida...                  | 11/12/1993-20/07/1996 |
| 3.  | "Tour Despedazado Por Mil Partes"               | Despedazado por mil partes                   | 20/10/1996-16/05/1998 |
| 4.  | "Gira A los mismos de siempre"                  | La Renga                                     | 10/10/1998-11/09/1999 |
| 5.  | "Gira La esquina del infinito"                  | La esquina del infinito                      | 13/10/2000-02/09/2001 |
| 6.  | "Gira Insoportablemente vivo"                   | Insoportablemente vivo                       | 21/09/2001-19/10/2002 |
| 7.  | "Gira Documento único"                          | Documento único                              | 30/11/2002-30/08/2003 |
| 8.  | "Tour Detonador"                                | Detonador de sueños                          | 08/11/2003-21/01/2006 |
| 9.  | "Gira Trueno Tierra"                            | Truenotierra                                 | 16/12/2006-30/05/2009 |
| 10. | "Gira Algún rayo"                               | Algún rayo                                   | 18/12/2010-07/12/2013 |
| 11. | "Pesados Vestigios Tour"                        | Pesados vestigios                            | 24/01/2015-20/10/2018 |
| 12. | "Gira 30 Años de Rock"                          | Celebración de los 30 años del grupo musical | 04/05/2019-11/05/2019 |
| 13. | "Gira Alejado de la Red"                        | Alejado de la red                            | 26/02/2022-13/01/2024 |
| 14. | "Gira Documental La Renga: Totalmente Poseídos" | En apoyo a su película                       | 13/04/2024-           |

### Giras con más shows
- Tour Detonador (08/11/2003-21/01/2006): 71 shows
- Gira A dónde me lleva la vida (11/12/1993-20/07/1996): 59 shows
- Gira Algún rayo (18/12/2010-07/12/2013): 47 shows
- Gira Trueno Tierra (16/12/2006-30/05/2009): 45 shows
- Tour Despedazado Por Mil Partes (20/10/1996-16/05/1998): 44 shows
- Pesados vestigios Tour (24/01/2015-20/10/2018): 43 shows
- Gira Esquivando charcos (12/01/1991-23/10/1993): 36 shows
- Gira Insoportablemente vivo (21/09/2001-19/10/2002): 30 shows
- Gira A los mismos de siempre (10/10/1998-11/09/1999): 26 shows
- Gira Alejado de la Red (26/02/2022-13/01/2024): 24 shows
- Gira Documental La Renga: Totalmente Poseídos (13/04/2024-presente): 23 shows
- Gira La esquina del infinito (13/10/2000-02/09/2001): 20 shows
- Gira Documento único (30/11/2002-30/08/2003): 13 shows
- Gira 30 Años de Rock (04/05/2019-11/05/2019): 3 shows

## Países en los que se presentaron
- Argentina
- Bolivia
- Brasil
- Chile
- Colombia
- Cuba
- España
- Estados Unidos
- Inglaterra
- Italia
- México
- Paraguay
- Perú
- Puerto Rico
- Uruguay

## Miembros

### Formación actual
- Gustavo Chizzo Nápoli: Voz y guitarra (1988 - presente).
- Gabriel Tete Iglesias: Bajo (1988 - presente).
- Jorge Tanque Iglesias: Batería (1988 - presente).
- Manuel Manu Varela: Saxofón, teclados, trompeta y armónica (1994 - presente).

### Miembros anteriores
- Raúl Locura Dilelio: Guitarra (1988 - 1992).
- Gabriel Chiflo Sánchez: Saxofón y trompeta (1991 - 2008).

## Discografía
Álbumes de estudio
- 1991 - Esquivando charcos

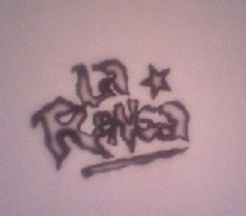
Grafiti del grupo musical en un mural en Mendoza.

- 1993 - A donde me lleva la vida...
- 1996 - Despedazado por mil partes
- 1998 - La Renga
- 2000 - La esquina del infinito
- 2003 - Detonador de sueños
- 2006 - Truenotierra
- 2010 - Algún rayo
- 2014 - Pesados vestigios
- 2022 - Alejado de la red

Álbumes en vivo
- 1995 - Bailando en una pata
- 2001 - Insoportablemente vivo
- 2006 - En el ojo del huracán

## Filmografía
- 2024 - La Renga: Totalmente poseídos